# جويل أوتو
جويل أوتو (بالإنجليزية: Joel Otto) هو لاعب هوكي الجليد أمريكي، ولد في 29 أكتوبر 1961 في إلك ريفر في الولايات المتحدة.

## وصلات خارجية
- جويل أوتو على موقع دوري الهوكي الوطني (الإنجليزية)
- جويل أوتو على موقع قاعة مشاهير الهوكي (لاعب أن.إتش.أل) (الإنجليزية)
- جويل أوتو على موقع EliteProspects.com (الإنجليزية)
- جويل أوتو على موقع HockeyDB.com (الإنجليزية)
- جويل أوتو على موقع Hockey-Reference.com (الإنجليزية)
- جويل أوتو على موقع أوليمبيديا (الإنجليزية)